# Arakan-Feldzug (1942–43)
Japanische Eroberung 1941/42

Bilin – Sittang – Pegu (Taukkyan) – Rangun – Yunnan-Burma-Straße (u.a. Tachiao – Oktwin – Toungoo – Yenangyaung – Lashio I)
1942/43

Burma-Kampagne 1942–1943

Arakan I – The Hump – Chindits
1944

Schlacht um Nordburma und West-Yunnan 1943–1945

Burma-Kampagne 1944

Arakan II – Ha-gō – Lashio II – Sangshak – Myitkyina – U-gō (Imphal – Kohima – Tennisplatz) – Mogaung – Song shan/Huitong-Brücke – Dan-gō
1944/45

Burma-Kampagne 1944–1945

Bhamo – Arakan III (Kangaw und Höhe 170 – Ramree) – Meiktila/Mandalay – Pakokku – Lashio III – Tanlwe Chaung – Operation Dracula – Sittang
Der Erste Arakan-Feldzug von Oktober 1942 bis April 1943 war im Zweiten Weltkrieg Teil des Burmakrieges auf dem südostasiatischen Kriegsschauplatz. Das erste größere Unternehmen der britisch-indischen Truppen in Burma war gegen die Küste von Arakan gerichtet. Die japanischen Verteidiger auf der Halbinsel Mayu, welche gut vorbereitete Positionen innehatten, warfen die Angriffe der zahlenmäßig weit überlegenen alliierten Truppen, die keine Fronterfahrung hatten, in viermonatigem Kampf wiederholt zurück. Die britisch-indische Armee, deren Versorgung zudem immer schwieriger wurde, wurde durch einen japanischen Gegenangriff zum Rückzug gezwungen.

## Vorgeschichte

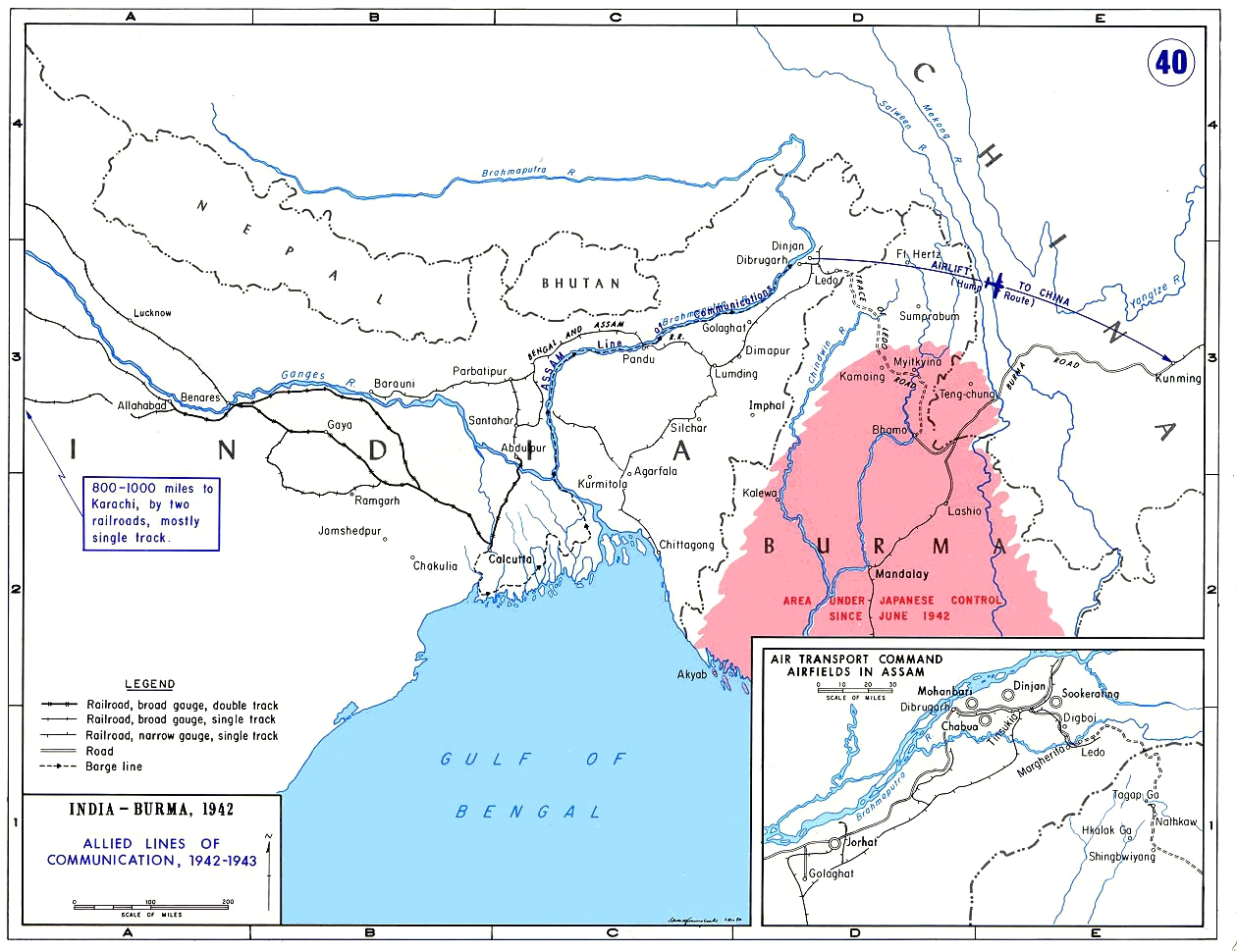
Verlauf der Burmastraße zwischen Lashio und Kunming im Zweiten Weltkrieg. Die Burmastraße befindet sich in den Planquadraten D2 bis E3

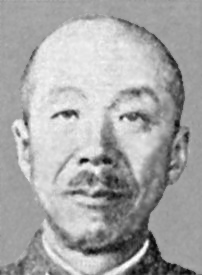
General Iida Shōjirō

Im November 1941 forderte der Befehlshaber der japanischen Truppen in Burma diese auf, die Abschneidung der Burmastraße und die Eroberung Ranguns zu forcieren und den dortigen Nationalismus gegen die Briten zu fördern. Burma hatte zudem bei Yenangyaung ein Erdölfeld, das eingenommen werden sollte. Die Befehlshaber der zwei japanischen Armeen, die für die Ausführung der Operation gegen Burma vorgesehen waren, wurden über diese Entscheidung informiert. Für die Eroberung Burmas war die 15. Armee mit der 33. und 55. Division unter Generalleutnant Iida Shōjirō vorgesehen. Am 23. Dezember 1941 begannen die Japaner ihren Vormarsch auf Rangun, die Stadt fiel am 8. März 1942 in japanische Hände. Bis zum 29. April 1942 gelang es den Endpunkt der Burmastraße bei Lashio abzuschneiden, wobei den Japanern 44.000 Tonnen alliiertes Kriegsmaterial in die Hände fiel. Der wichtige Verkehrsknoten Myitkyina wurde ebenfalls besetzt.
Bis Mai 1942 mussten sich die Alliierten vollständig aus Burma zurückziehen, begleitet von vielen indischen und anglo-burmesischen Flüchtlingen. Der einsetzende Monsun sowie Nachschubschwierigkeiten führten im Juni am Chindwin-Fluss zum Abbruch der japanischen Operationen. Der Verlust der Burmastraße beraubte die Alliierten ihrer Möglichkeit, ausreichend Nachschub für die nationalchinesischen Truppen nach China (Yunnan) zu bringen.
Das British India Command befürchtete, dass die Japaner nach dem Ende des Monsuns wieder angreifen würden. Deshalb drängte der britische Oberbefehlshaber, Generalleutnant Wavell, zum Schutz Indiens einen Gegenangriff vorzunehmen. Das Hauptquartier der in Provinz Assam stehenden Indian East-Army unter Generalleutnant Charles Broad befand sich in Ranchi (Bihar). Die unterstellten Einheiten bestanden aus dem IV. Korps (Generalleutnant Noel Irwin) in Manipur und dem XV. Korps, (seit 9. Juni 1942 unter Generalleutnant William Slim) das in Barrackpore bei Kalkutta neu formiert worden war. In Kalkutta lag zudem das Hauptquartier für die Organisation des Nachschubs und das Kommando der Luftoperationen gegen Burma. Das XV. Korps (Generalleutnant Slim) verfügte über die 14. Indian (Light) Division, die rund um Chittagong stationiert war und die indische 26. Division, die im östlichen Ganges-Delta aufgestellt worden war. Die 14. (leichte) Division rekrutierte sich aus Quetta in Belutschistan und sollte ursprünglich Teil der alliierten Streitkräfte im Irak und Persien sein. Sie war voll ausgebildet und ausgerüstet, aber es fehlte dieser Division die nötige Ausbildung für den in Nordburma bevorstehenden Dschungelkrieg.
Im Juli 1942 trat General Broad in den Ruhestand, und Generalleutnant Noel Irwin wurde zum Befehlshaber der britischen Ostarmee in Assam ernannt. Der britische Oberbefehlshaber bestimmte, dass das Hauptquartier der Ostarmee nach Barrackpur verlegt werden sollte.
Nachdem die Orte Yenangyaung, Mjingjan, Monywa, Schwengijn aufgegeben werden mussten, wurde am 11. Mai auch Kalewa von japanischen Truppen besetzt. Das hier herangeführte japanische 213. Regiment (von der 33. Division) übernahm nach der Teilnahme an der Besetzung Ranguns mit zwei Bataillonen die Sicherung in der Arakan-Region. General Miyawakis Truppen verfolgten den über Bawli auf Chittagong zurückgegangenen Gegner und besetzte im Norden der Halbinsel Mayu eine Linie nördlich der Straße von Maungdaw nach Buthidaung, auch die Insel Akyab wurde besetzt. Die wichtigste Nachschubroute bestand aus einer stillgelegten Eisenbahnstrecke, die in eine Straße umgewandelt worden war, die von Buthidaung mit dem Hafen von Maungdaw an der Westküste der Halbinsel verbunden war.

## Erster Feldzug nach Arakan

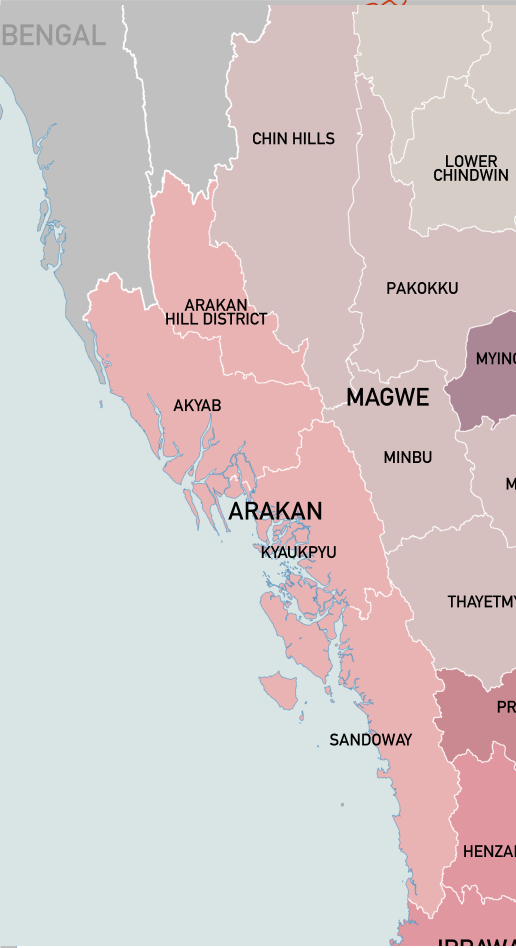
Arakan-Region

General Archibald Wavell, der britische Oberbefehlshaber in Indien, unterzeichnete bereits am 17. September 1942 den Angriffsbefehl für eine Gegenoffensive mit dem Decknamen Operation Cannibal. Bevor die geplante Angriffe an der Küste von Arakan möglich waren, mussten die Kommunikations- und Nachschubwege von Grund auf verbessert und neu organisiert werden. An der nahen Küste von Arakan glaubte man den Nachschub zu Land scheinbar noch leisten zu können, so dass die militärische Aktionen aus Bengalen her gewagt werden konnten.

### Die Britisch-Indischen Einheiten
Die Formationen der ersten Linie waren das indische IV. Korps unter Generalleutnant Noel Irwin mit Hauptsitz in Imphal in Manipur im Nordosten Indiens und das neu gebildete indische XV. Korps. Das indische XV. Korps bestand aus der von Generalmajor Wilfrid Lewis Lloyds geführten indische 14. leichte Division, die in der Nähe von Chittagong und an seinem südlichen Rand gegenüber der burmesischen Küstenprovinz Arakan stationiert war, sowie der indischen 26. Division, unter Generalmajor Thomas George Gordon Heywood, eingesetzt im Delta-Gebiet des Ganges.

### Die Planung
Wavells operatives Ziel war es, die Halbinsel Maju und die Insel Akyab einzunehmen, auf der sich ein wichtiger Flugplatz befand, den die Japaner nutzen konnten. Der alliierte Gegenangriff war ursprünglich für September 1942 geplant, wegen der Monsunzeit und der schlechten Straßen verzögerte sich der Beginn der Offensive aber bis Mitte Oktober 1942. 
Die Insel Akyab die südlich der Mayu-Halbinsel anschloss, sollte ursprünglich durch einen amphibischen Angriff der britischen 6. Brigade (indische 2. Division) genommen werden, während die 47. und 55. Brigade der indischen 14. Division auf der Halbinsel Mayu vorgehen sollte. Akyab hatte einen Hafen und einen Flugplatz, der für die alliierten Pläne als Nachschubbasis benötigt wurde. Kampf- und Transportflugzeuge konnten von Akyab aus in einem Radius von 400 km operieren, den größten Teil von Zentral-Burma abdecken, mittlere Bomber konnten von hier Rangun erreichen, das  530 km entfernt lag. Die Mayu Ranges war eine schmale, aber steile und bewachsene Hügelkette, welche die schmale Küstenebene vom fruchtbaren Tal des Flusses Kalapanzin (Oberlauf des Flusses Mayu, ab Buthidaung) trennte.

### Alliierter Vormarsch

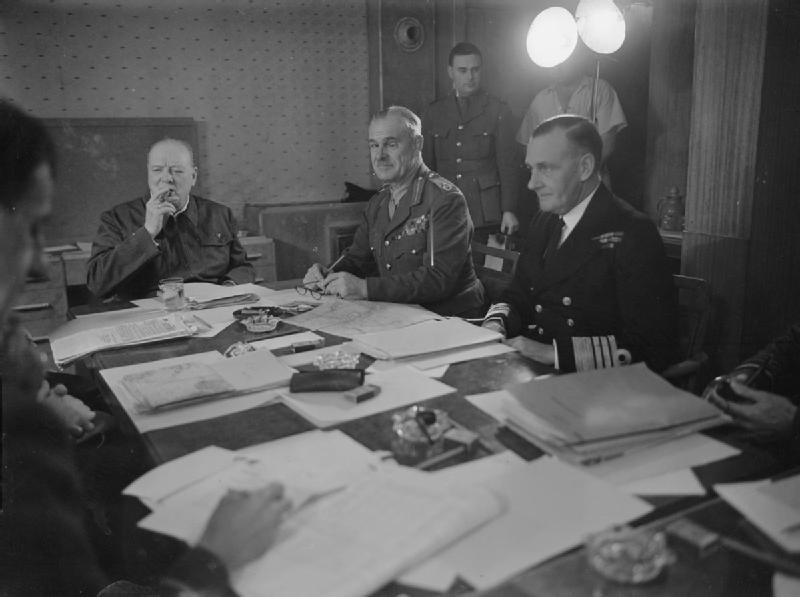
James Somerville (rechts) mit Winston Churchill und Archibald Wavell, 1943

Die indische 14. Division unter Generalmajor Wilfrid Lewis Lloyd begann am 17. Dezember 1942 bei Tumbru über die burmesische Grenze nach Süden vorzustoßen. Gegenüber standen nur zwei Bataillone des japanischen 213. Regiments und ein Gebirgsartilleriebataillon unter Führung des Oberst Kosuke Miyawaki. Das dritte Bataillon des 213. Regiments war von Pakokku her im Anmarsch, wohin es aus Zentral-Burma geschickt worden war, wo es vorher die Reserve bildete. Lloyds Truppen überschritten am 22. Dezember die Linie Maungdaw-Buthidaung, die japanischen Nachhuten gingen ohne Kampf nach Süden zurück. Obwohl die vorderste japanische Einheit (das 2 Bataillon unter Major Isagoda) des 213. Regiments 50 Tage lang an den Verteidigungsstellungen an der Straße Maungdaw-Buthidaung gearbeitet hatte, wurde befohlen, sich kampflos zurückzuziehen, um im Süden der Mayu-Halbinsel eingesetzt zu werden. Die indische 14. Division sollte auf der südlichen Mayu-Halbinsel Foul Point erreichen und dann die Landung der britischen 6. Brigade über den schmalen Kanal vorbereiten, die Akyab von der Halbinsel trennte.  Der geplante amphibische Teil der Operation musste  aber aufgegeben werden, weil die von Admiral James Sommerville zugesagten 72 Landungsboote nicht rechtzeitig verfügbar waren und die als Reserve dienende indische 29. Brigade nach Madagaskar verlegt wurde. Am 28. Dezember besetzte die japanische Kampfgruppe des Major Isagoda  Rathedaung und verhinderte den Versuch der indischen 123. Brigade, die entlang des östlichen Ufer des Flusses Mayu über Hitzwe vorrückte, diesen Ort einzunehmen.
Die alliierte Nachschublinie von Chittagong aus, wurde dabei immer länger: Von See her zunächst an die Küste bei Cox's Bazaar, von dort mit Lastwagen nach Tumbru, mit kleinen Prahmen über den Naf nach Bawli und dann endlich mit Tragtieren nach Mayu. General Miyawaki hatte Befehl durch die Mayu-Halbinsel auf Donbaik zurückzugehen, seine Truppen von dort über am Ostufer des Mayu-Flusses nach Rathedaung zu konzentrieren und Stellungen aufzubauen. Die Japaner hatten gut verdeckte und sich gegenseitig deckende Bunker aus Holz und Erde aufgebaut, gedeckt wurde diese Linie durch den Bach-Chaung mit einem bis zu 2,7 Meter hohen Ufer. Während Miyawakis verbliebene Truppen Akyab sicherten, besetzte eine einzige japanische Kompanie die 1,6 Kilometer Front zwischen dem Meer und den Ausläufern der Mayu Range nördlich von Donbaik. General Miyawaki hatte Order mit seinem 213. Regiment die Linie Rathedaung-Laung Tschaung-Donbaik bis zum Eintreffen von Verstärkungen der 55. Division eisern zu halten.
Zwischen dem 7. und 9. Januar 1943 griff die indische 47. Infanteriebrigade diese Linie an, wurde aber zurückgeschlagen. Die japanischen Bunkerstellungen widerstanden der gegnerischen schwachen Feldartillerie fast unbeschadet und als die indische Infanterie die Bunker erreichte, konnten sich die Verteidiger auf das eigene Mörserfeuer verlassen. Am 9. und 10. Januar wurden britisch-indische Angriffe auf Rathedaung zurückgeschlagen.
Am 10. Januar erschienen die Generale Wavell und Irwin an vorderster Front und kritisierten Lloyd dafür, dass er seine Truppen zu weit verstreut hatte und daher an der Küste Akyabs über zu wenig Kräfte verfügte. General Irwin kündigte die Zufuhr der 50. indischen Panzerbrigade (Brigadegeneral George Todd) an, die noch Teil des XV. Korps in Ranchi war. General Slim protestierte, dass für diese Aufgabe nicht ein komplettes Regiment (mehr als 50 Panzern) nötig wäre, er wurde aber überstimmt. Dem auf der Halbinsel Mayu verteidigenden General Miyawaki wurde vom Befehlshaber der 15. Armee, General Iida mitgeteilt, dass die japanische 55. Division als Verstärkung von Zentral-Burma nach Arakan entsandt worden war.
Am 1. Februar griff die indische 55. Brigade, unterstützt von 8 Valentine-Panzern, die Donbaik-Position an. Einige der Panzer blieben in den feindlichen Gräben stecken, andere wurden von japanischen Granaten ausgeschaltet. Der Angriff der Brigade scheiterte anschließend. Ein erneuter Angriff der indischen 123. Brigade auf Rathedaung zwei Tage später gewann kurzzeitig einige wichtige Positionen, aber die Brigade konnte sich nicht halten und musste sich vor japanischen Gegenangriffen wieder zurückziehen. Die im Tal des Kaladan-Flusses operierende Force V bedrohte die japanischen Kommunikationswege und warnte die Briten vor der großen Zahl von Japanern, die sich jetzt dem Operationsraum näherten. Generalleutnant Takeshi Koga, Kommandeur der 55. Division übernahm Ende Februar 1943 die taktische Führung am Arakan-Festland. Koga hatte eine Anmarsch-Straße über See von Taungub nach Akyab eröffnet und für ausreichend Nachschub gesorgt und ergriff sofort die Initiative.

### Japanische Gegenangriffe  Anfang März bis Mitte Mai 1943

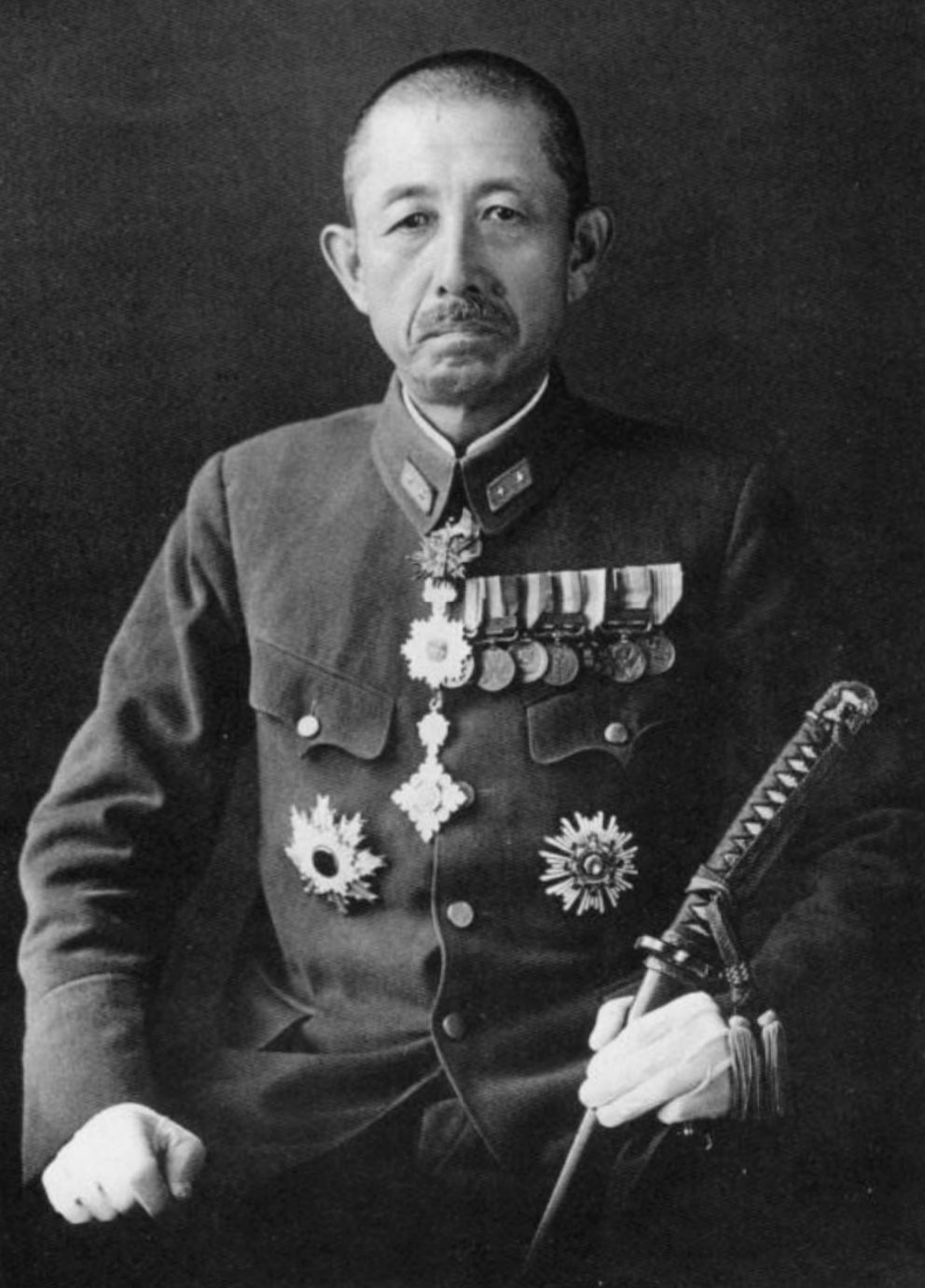
Generalleutnant Sakurai Shōzō, Befehlshaber der 28. Armee

Ab März 1943 wurde die Regionalarmee Burma unter Oberbefehl von Generalleutnant Kawabe Masakazu aufgestellt, eine kampferprobte und gut bewaffnete Einheit, deren Operationshauptquartier in Rangun lag. Die Truppen der japanischen 15. Armee wurde bald durch die 28. Armee unter Generalleutnant Sakurai Shōzō und die 33. Armee unter Generalleutnant Masaki Honda verstärkt. Zudem kämpfte auf Seiten der japanischen Truppen in Burma bald auch ein Thailändisches Nordwest-Korps und nationale indische Truppen.
Beim folgenden Gegenangriff wurde die Kampfgruppe Miywaki (ein Bataillon und eine Gebirgs-Artillerie-Abteilung) gegen die feindlichen Truppen im Kalandan-Tal angesetzt. Vom 21. Februar bis zum 7. März 1943 konnte der Gegenangriff das Tal des Kaladan bis nach Kyauktaw säubern. Die Kampfgruppe Tanashashi (zwei Bataillone und ein Gebirgsregiment) wurde im Raum Rathedaung zum Vorgehen nach Norden angesetzt. Ziel war es, vor Donbaik festzuhalten und die am östlichen Ufer des Flusses Maya stehenden alliierten Brigaden einzukesseln.
In der ersten Märzwoche überquerte das dritte Bataillon des japanischen Regiments Nr. 213 den Mayu-Fluss, griff die indische 55. Brigade an und zwang sie zum Rückzug. Dieser Erfolg isolierte  die indische 47. Brigade nördlich von Rathedaung. Am 10. März wurde General Slim vom Oberkommando angewiesen, über die Situation in Arakan zu berichten, obwohl das Hauptquartier seines XV. Korps noch nicht für die dortige Front zuständig war. Slim berichtete, dass die indische 14. Division trotz vieler Brigaden nicht in der Lage war, die eigene Front zu kontrollieren. Die Moral der einigen Einheiten, besonders der westindischen Regimenter war demoralisiert, General Irwin hatte an dieser Stelle trotzdem keine Änderungen vorgenommen. Trotz der wachsenden Bedrohung an der linken Flanke der indischen 14. Division forderte General Irwin, dass ein weiterer Angriff auf Donbaik gemacht wurde, den die frische gut ausgebildete britische 6. Brigade führen sollte.
Für den nächsten Angriff auf Donbaik hatte General Lloyd seine Truppen umgruppiert und plante, mit der indischen 71. Brigade in einer flankierenden Bewegung entlang des Höhenzuges Mayu Range anzugreifen. Zu diesem Zeitpunkt hatte Irwin das Vertrauen in Lloyd und seine Brigadiere bereits verloren und legte den nächsten Angriffsplan selbst fest. Er lenkte die 71. Brigade in das Mayu-Tal um und befahl der britischen 6. Brigade, die mit einer Stärke von sechs Bataillonen am 18. März einen Angriff auf eine schmalen Abschnitt anzusetzen. Einige Abteilungen der japanischen 55. Division hatten die Verteidiger von Donbaik bereits verstärkt. Trotz schwerer Artillerieunterstützung war die 6. Brigade nicht in der Lage, mit den japanischen Bunkern fertig zu werden, und hatte 300 Mann Verluste.
Am Abend des 24. März erhielt General Koga Luftunterstützung durch die japanische 5. Luftwaffen-Division. Die Gruppe Tanahashi verfolgte nach Norden und setzte eine Umfassungsgruppe nach Westen an. Während die japanische Kampfgruppe „Uno“ (Regiment 143) am 3. April entlang  des Mayu-Tals am 3. April nach Norden vorrückte, durchquerte  die Kampfgruppe „Tanahashi“ (Regiment 112) den Mayu Höhenzug, den britische Offiziere als unpassierbar betrachteten. Der britischen 6. Brigade war entlang des Strandes der Abzug gelungen, am 5. und 6. April konnte der linke Flügel an der Maya-Küste Idin besetzen, die indische 47. Brigade wurde dabei abgeschnitten. Das Hauptquartier der britischen 6. Brigade wurde überrascht, Brigadier Ronald Cavendish kam dabei versehentlich durch britisches Artilleriefeuer ums Leben. Am 25. März befahl Lloyd der eingekesselten indischen 47. Brigade, trotz Irwins Anweisung, bis zum Einbruch des Monsun auszuhalten und erst dann über die Mayu Range zurückzugehen. General Irwin entließ Lloyd am 29. März und übernahm persönlich das Kommando über die 14. Division, bis das Hauptquartier der Indischen 26. Division unter dem Befehl von Generalmajor Cyril Lomax das Kommando übernehmen konnte. Die 47. Indische Brigade war gezwungen, sich in kleinen Gruppen über die Mayu Range zurückzuziehen und ihre Ausrüstung aufzugeben
Am 15. April erhielt General Slim den Oberbefehl, das Hauptquartier des Indischen XV. Korps übernahm an der Arakan-Front die Führung. Obwohl die britische 6. Brigade trotz ihrer Schlappe noch kampfkräftig war, besorgte Slim der Zustand der anderen Truppen, die demoralisiert waren. Er und General Lomax erwarteten, dass die Japaner als Nächstes versuchen würden, wieder die Maungdaw-Buthidaung-Straße zu erreichen. Während die britische 6. Brigade die Küstenebene verteidigte, wurden acht britische und indische Bataillone eingesetzt, um die Japaner aufzuhalten, wenn sie sich der Straße näherten. Alle alliierten Gegenangriffe scheiterten, Teile der britischen und indischen Truppen in Buthidaung und im Kalapanzintal wurden abgeschnitten.
Ende April gingen die Japaner nach Norden vor, wie Slim vorausgesagt hatte. Sie stießen an den Flanken bei Kanthe auf erbitterten Widerstand und rückten stattdessen in die Mitte vor. Am 4. Mai setzte Slim zwei indische Bataillone in Bewegung, um ein abgeschnittenes Bataillon, das bei den Hügel 551 hielt, freizukämpfen. Da es keine andere Route für Kraftfahrzeuge über die Mayu Range gab, waren sie gezwungen, ihren Tross zu zerstören, bevor sie sich nördlich des Tals zurückzogen. Irwin ordnete an, dass das Maungdaw zumindest gehalten werden sollte, doch Slim und Lomax entschieden, dass der Hafen nicht für eine Belagerung organisiert werden konnte. Sie befürchteten auch, dass die erschöpften Truppen der indischen 26. Division nicht  entschlossen genug waren um den Hafen zu verteidigen. Am 11. Mai wurde Maungdaw aufgegeben und das XV. Korps ging auf Cox's Basar zurück. Bis zum 11. Mai 1943 gelang es General Koga, die Maungdaw-Buthidaung Straße zu erreichen. Der einbrechende Monsun, der in Arakan pro Jahr etwa 6100 mm Niederschlag hatte, hielt die Japaner davon ab, ihre Erfolge weiter auszubauen.

## Folgen
Der durchschnittliche britische und indische Soldat war nicht für den Kampf im Dschungel ausgebildet, was zusammen mit der allgemeinen Niederlage die Moral beeinträchtigte. In einigen Fällen wurde festgestellt, dass Verstärkungen, die als Ersatz für Opfer dienen, nicht einmal eine Grundausbildung absolviert haben.
Als Folge der Niederlage gab es bei den höheren Alliierten Kommandos viele Änderungen: Wavell wurde zum Vizekönig von Indien ernannt und General Claude Auchinleck wurde neuer Oberbefehlshaber der britisch-indischen Armee. Generalleutnant Irwin versuchte bis zuletzt, Slim aus dem Kommando des XV. Korps zu drängen, wurde aber selbst vom Kommando der Ostarmee entbunden und kehrte krank nach England zurück. Irwins Nachfolger, General George Giffard, konzentrierte sich auf die Wiederherstellung der Moral und verbesserte die Ausbildung. Der erste Guerillaeinsatz der Chindits unter Brigadier Orde Wingate im japanischen Hinterland ging um diese Zeit zu Ende und deren Erfolge wurden weithin bekannt gemacht, um die schlechten Nachrichten aus dem Operationsgebiet in Arakan abzuschwächen. Im August 1943 wurde bei den Japanern der Kommandant der 15. Armee, Generalleutnant Iida durch den General Mutaguchi Renya, den bisherigen Kommandanten der 18. Division abgelöst. Das indische Armee wurde neu organisiert, um sich auf den Kampf in Nordburma vorzubereiten und in den folgenden zwei Jahren auch im Arakan-Gebiet neu anzugreifen.